# Nikołaj Przewalski
Nikołaj Michajłowicz Przewalski, Prżewalski (ros. Николай Михайлович Пржевальский; ur. 31 marca?/12 kwietnia 1839 w Kimborowie koło Smoleńska, zm. 20 października?/1 listopada 1888 w Karakole) – rosyjski geograf, generał, badacz środkowej i wschodniej Azji. Członek Rosyjskiego Towarzystwa Geograficznego od 1864, od 1878 członek honorowy Petersburskiej Akademii Nauk.

## Biogram
Urodził się 12 kwietnia 1839 roku we wsi Kimborowo w ujeździe smoleńskim w guberni smoleńskiej, w majątku swojego dziadka ze strony matki, w rodzinie szlachcica, porucznika armii carskiej Michaiła Kuźmicza Przewalskiego. Jego matka, Jelena Aleksiejewna, była córką sekretarza kolegialnego Aleksieja Karietnikowa, pochodzącego z guberni tulskiej, i jego żony Ksienii Diemidowej, córki tulskiego kupca. Nikołaj Przewalski ojca stracił we wczesnym dzieciństwie i był wychowywany przez matkę. Po ukończeniu gimnazjum w Smoleńsku wstąpił w 1855 na ochotnika do armii, po roku uzyskał stopień oficerski, a po kilku latach służby skierowany na kurs do Akademii Sztabu Generalnego, który ukończył w 1863 i na ochotnika zgłosił się do walki z powstaniem styczniowym. W roku 1864 został nauczycielem geografii w szkole wojskowej w Warszawie. W roku 1867 został wysłany na Syberię do Irkucka. Do roku 1869 prowadził badania przyrodnicze w Kraju Ussuryjskim.
W 1870 wyruszył przez Mongolię do Pekinu, a stamtąd do północnego Tybetu. Ekspedycja zakończyła się w 1873. W latach 1876–1877 odbył drugą wyprawę badając jezioro Lob-nor jako drugi Europejczyk po Marco Polo. Odkrycie to zapoczątkowało długi spór między Przewalskim a innymi geografami, ponieważ odkrył je w innym miejscu niż wskazywały mapy chińskie. Dopiero późniejsze badania wykazały, że jezioro to zmienia swoje położenia w zależności od migracji rzek. W czasie tej wyprawy odkrył po drodze pasmo górskie Ałtyn-tag.
W 1879–1880 podjął wyprawę do Tybetu, ale napotkawszy zdecydowany opór władz tybetańskich wobec obcokrajowców udał się nad jezioro Kuku-nor i zbadał źródła Huang He. W tym czasie opisał po raz pierwszy w świecie dzikiego konia, nazwanego później koniem Przewalskiego.
W 1883–1885 zorganizował swoją ostatnią wyprawę przez Ułan Bator i Kuku-nor do źródeł Huang He.
W 1888 organizował kolejną wyprawę, jednak na samym początku, po przybyciu w rejon jeziora Issyk-kul i napiciu się nieprzegotowanej wody zapadł prawdopodobnie na tyfus brzuszny i umarł.
Przemierzył łącznie ponad 33 tys. km, publikując książkowe relacje ze swoich wypraw, gromadząc wraz ze współpracownikami wielką kolekcję fauny (7,5 tys. eksponatów) i flory (16 tys. eksponatów), w tym ponad 200 nowych gatunków. Jednym z ważniejszych zadań tych ekspedycji było sporządzanie map i chociaż uznano je później za niezbyt staranne, to były to pierwsze mapy tych obszarów dostępne Europie. Największe znaczenie w jego badaniach przyrodniczych miało odkrycie gatunku dzikiego konia stepowego, nazwanego koniem Przewalskiego (Equus przewalskii). Na jego cześć przemianowano miejscowość Karakoł, gdzie zmarł, na Przewalsk. Nazwa ta obowiązywała w latach 1889–1921 i 1939–1991. Za swoje zasługi odznaczony za życia honorowymi medalami naukowymi rosyjskimi i międzynarodowymi, przyjęty do rosyjskiej Akademii Nauk (1878) oraz awansowany na generała majora (1886). W środkowej części Kunlunu, w Azji Centralnej, na terytorium Chińskiej Republiki Ludowej istnieją Góry Przewalskiego.

## Odznaczenia
- Order Świętego Stanisława III klasy (1866)
- Order Świętego Włodzimierza III klasy (1881)
- Order Leopolda III klasy (Austro-Węgry, 1874)
- Order Palm Akademickich (Francja)

## Kontrowersyjne wątki z życia Przewalskiego

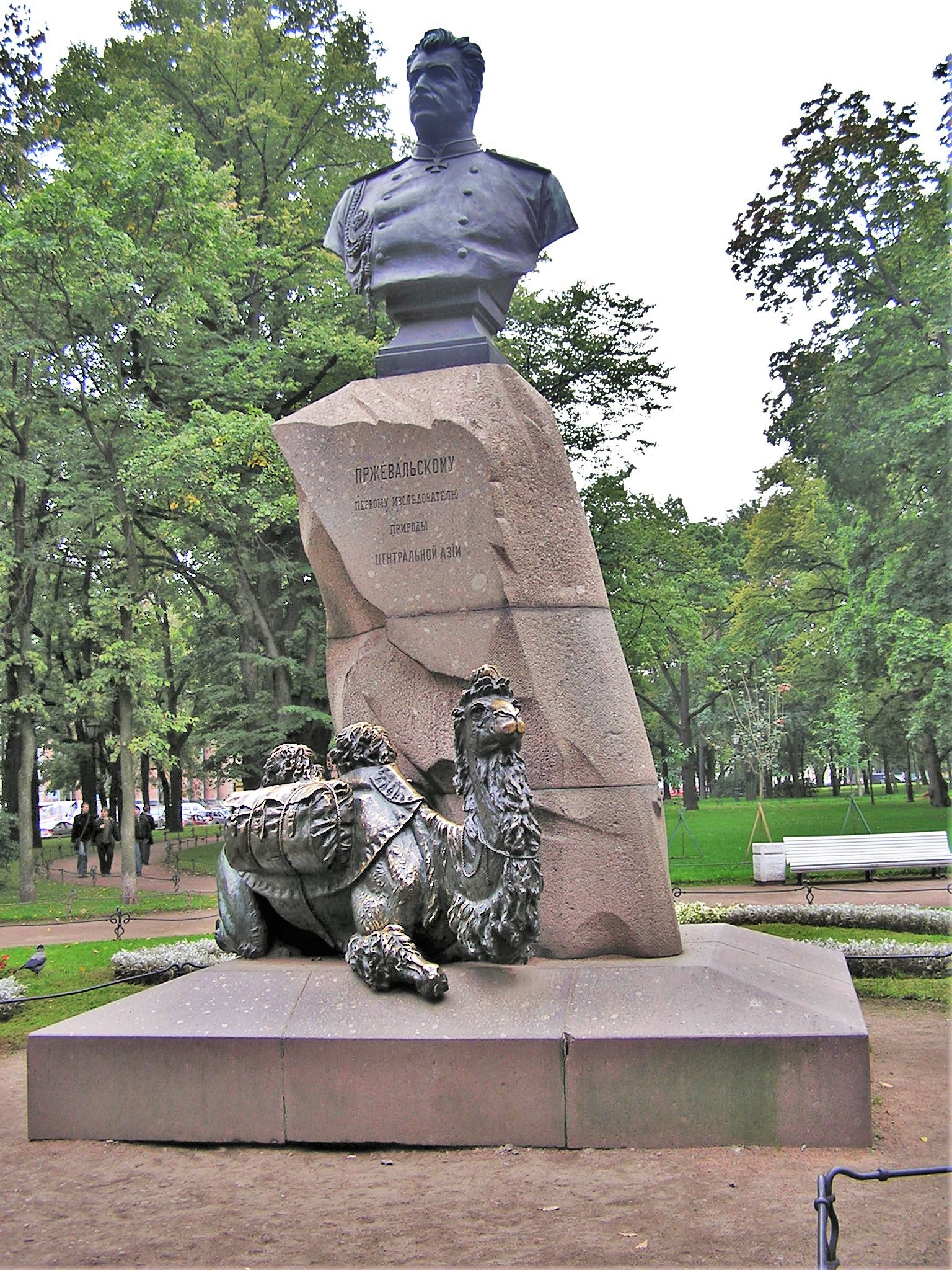
Pomnik Przewalskiego w Petersburgu

W Polsce dyskutuje się pochodzenie Przewalskiego. Często wskazuje się, że był zrusyfikowanym Polakiem, inne źródła wymieniają narodowość rosyjską, białoruską, litewską czy ukraińską. W istocie przodek uczonego Korniło Anisimowicz Perewalski był Kozakiem zaporoskim, za zasługi wojskowe w wojnie przeciw Rosji obdarzonym szlachectwem przez Batorego. Wtedy zmienił wiarę na katolicką i nazwisko na Przewalski. Jego wnuk, Kazimierz po ucieczce z kolegium jezuickiego przeszedł na prawosławie i to wyznanie utrzymało się w rodzinie, która później służyła Rosji. Ojciec Nikołaja, Michaił, służył jako ochotnik w carskiej armii i walczył przeciwko Polakom w powstaniu listopadowym. Sam Nikołaj Przewalski uważał się za Rosjanina i jako ochotnik prosił o skierowanie przeciwko powstaniu styczniowemu. Dlatego powszechne w źródłach międzynarodowych i rosyjskich traktowanie go jako Rosjanina wydaje się w pełni uzasadnione.
Według Donalda Rayfielda, profesora University of London, Przewalski był też homoseksualistą ukrywającym się za parawanem małżeństwa, a o jego skłonnościach wiedziały władze carskie. Tolerowano m.in. towarzystwo jego kochanków podczas wypraw badawczych.